# Richard Brauer

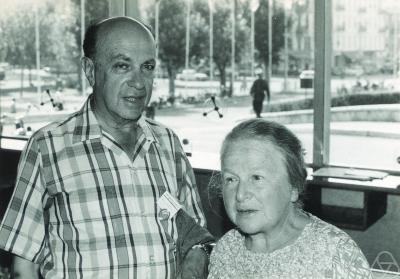
Richard Brauer mit seiner Frau Ilse Brauer, 1970

Richard Dagobert Brauer (* 10. Februar 1901 in Charlottenburg; † 17. April 1977 in Belmont, Massachusetts) war ein deutsch-amerikanischer Mathematiker.

## Kindheit und Jugend
Richard Brauer war Sohn des Lederwarenhändlers Max Brauer und dessen Ehefrau Lilly Caroline. Er war das jüngste von drei Kindern, sein sieben Jahre älterer Bruder Alfred wurde ebenfalls Mathematiker.
Von 1907 bis 1918 besuchte Richard Brauer die Kaiser-Friedrich-Schule in Charlottenburg, damals eine eigenständige Gemeinde vor den Toren Berlins, und entwickelte während dieser Zeit eine Leidenschaft für mathematische Probleme, wobei jedoch mehr der Einfluss seines Bruders als die Güte der Pädagogen entscheidend war. Nur einer der Lehrer, der bei Frobenius promoviert hatte, konnte ihn überzeugen.
Die letzten vier Jahre seines Schulbesuchs fanden während des Ersten Weltkrieges statt, doch war Brauer zu jung, um noch eingezogen zu werden. Nach seinem Abschluss im September 1918 wurde er lediglich zum Zivildienst in Berlin herangezogen und im November – nach Ende des Krieges – konnte er seine Ausbildung fortsetzen.

## Studium
Sein Kindheitstraum war es, Erfinder zu werden, und so begann er im Februar 1919, trotz seiner Hingabe zur Mathematik, zunächst ein Studium an der Technischen Hochschule Charlottenburg, der späteren Technischen Universität Berlin. Doch bemerkte er bereits nach einem Semester, dass ihm die theoretische Richtung mehr zusagte als die praktische. Er ging deshalb an die Berliner Kaiser-Wilhelm-Universität.
An der Berliner Universität lehrten seinerzeit einige der bedeutendsten Mathematiker und Naturwissenschaftler: Ludwig Bieberbach, Constantin Carathéodory, Albert Einstein, Konrad Knopp, Richard von Mises, Max Planck, Erhard Schmidt, Issai Schur und Gábor Szegő. Brauer beschreibt die Vorlesungen bei Schmidt folgendermaßen:
Es ist nicht einfach, ihre Faszination zu beschreiben. Wenn Schmidt vor der Tafel stand, benutzte er nie Aufzeichnungen und war selten gut vorbereitet. Er gab einem den Eindruck, als ob er die Theorie hier und jetzt gerade entwickelte.
Gemäß der Tradition deutscher Studenten, den Studienplatz zu wechseln, ging auch Brauer von Berlin weg. Er studierte an der Universität Freiburg, doch kehrte er bereits nach einem Semester wieder nach Berlin zurück. Hier besuchte er Seminare von Bieberbach, Schmidt und Schur. Es zog ihn nun mehr und mehr zur Algebra, wie sie Schur in seinen Seminaren vorstellte:
[Schur] war in seiner Lehrtätigkeit stets gut vorbereitet und trug sehr schnell vor. Wenn man nicht ständig aufpaßte, verlor man schnell den Zusammenhang. Es war kaum Zeit genug, Notizen anzufertigen, dies musste zu Hause geschehen... Er führte wöchentliche Übungsstunden durch und fast jedesmal handelte es sich um ein schwieriges Problem. Einige dieser Aufgaben waren schon von seinem Lehrer Frobenius benutzt worden. Manchmal erwähnte er Probleme, die er selbst nicht zu lösen vermochte.
Tatsächlich war es eines dieser offenen Probleme, die Richard gemeinsam mit seinem Bruder 1921 lösen konnte und zu einer ersten Veröffentlichung führten. Schur war es auch, der das Thema für Brauers Dissertation vorschlug. Richard Brauer promovierte mit dieser Arbeit 1926. Sie beschäftigte sich mit einem algebraischen Ansatz zur Charakterisierung irreduzibler Darstellungen der reellen orthogonalen Gruppe.
Vor seiner Promotion hatte Brauer eine Stelle als Assistent von Konrad Knopp in Königsberg erhalten und seine Kommilitonin Ilse Karger geheiratet. Im Herbst 1925 trat er seine Stelle in Ostpreußen an. Kurz nach seiner Ankunft ging Knopp jedoch an die Universität Tübingen und da die Fakultät für Mathematik in Königsberg nicht sehr groß war, hatte Brauer eine Menge Aufgaben und Freiheiten. Es gab zwei Professoren, Gabor Szegö und Kurt Reidemeister, sowie neben Brauer noch zwei Assistenten. Brauer lehrte in Königsberg bis zum Frühjahr 1933, als er durch das nationalsozialistische Berufsbeamtengesetz seine Stellung verlor und ins Ausland emigrieren musste, wo man ihn dankbar aufnahm.
1932 veröffentlichte er mit Helmut Hasse und Emmy Noether einen wichtigen Satz in der arithmetischen Theorie der Algebren (Satz von Brauer-Hasse-Noether), in Konkurrenz zu gleichzeitigen Versuchen amerikanischer Mathematiker.

## Emigration in die USA
Brauer ging zunächst für ein Jahr nach Lexington (Kentucky). Nach diesem Engagement wurde er Assistent von Hermann Weyl, was einem lange gehegten Wunsch Brauers entsprach. 1935 veröffentlichten beide eine gemeinsame Arbeit über Spinore im American Journal of Mathematics. Dieser Aufsatz bildete die mathematische Basis für Diracs Konzept des Elektronenspin innerhalb der Quantenmechanik.
Im Herbst 1935 wurde Brauer auf eine feste Stelle als Assistenzprofessor an die University of Toronto berufen, dies erfolgte auf Empfehlung von Emmy Noether. Hier entwickelte Brauer einige seiner beeindruckendsten Theorien, indem er das Werk von Ferdinand Georg Frobenius in eine neue Richtung brachte. Zusammen mit C. Nesbitt entwickelte er die Theorie der Blöcke, mit deren Hilfe er Ergebnisse für endliche Gruppen, insbesondere die endlichen einfachen Gruppen, erhielt. Ein Plan eines Lehrbuchs der Algebra, das in den Grundlehren der mathematischen Wissenschaften erscheinen sollte und einen einfacheren und konkreteren, für Anfänger besser geeigneten Zugang als die Moderne Algebra von Bartel Leendert van der Waerden bringen sollte und einem alten Plan der Schule seines Lehrers Issai Schur verwirklichen sollte, scheiterte 1935 (trotz Unterstützung von Emmy Noether und Richard Courant). Ein solches Algebra-Lehrbuch von Brauer sollte auch später nie erscheinen. Ebenfalls teilweise aus politischen Gründen wurde der schon fertige Beitrag von Brauer über die Theorie der Algebren für die Neuauflage der Enzyklopädie der mathematischen Wissenschaften abgelehnt (es war 1936 fertig und eigentlich schon für die Publikation akzeptiert).
Nach einem Jahr an der Universität von Wisconsin, 1941, ging er 1948 endgültig in die USA zurück, an die University of Michigan in Ann Arbor. 1949 erhielt er den begehrten Colepreis der American Mathematical Society für seine Arbeit On Artin's L-series with general group characters, die er 1947 im American Journal of Mathematics veröffentlicht hatte. 1954 hielt er einen Plenarvortrag auf dem Internationalen Mathematikerkongress in Amsterdam (On the structure of groups of finite order).
1951 erhielt er einen Ruf an die Harvard-Universität, den er 1952 annahm. Hier blieb er bis zu seiner Emeritierung 1971. In Harvard begann er mit der Klassifizierung sämtlicher endlicher einfacher Gruppen. Der erste Schritt dazu war eine gruppentheoretische Charakterisierung der PSL(2,q). Den Rest seiner Schaffenszeit widmete Brauer nun der Klassifizierungsarbeit. Er starb jedoch wenige Jahre bevor dieses Projekt einen vorläufigen Abschluss gefunden hatte.
1954 wurde Brauer in die American Academy of Arts and Sciences, 1955 in die National Academy of Sciences, 1965 in die Göttinger Akademie der Wissenschaften und 1974 in die American Philosophical Society gewählt. 1963 wurde er Ehrenmitglied der London Mathematical Society. 1970 war er Invited Speaker auf dem Internationalen Mathematikerkongress in Nizza (Blocks of characters) und 1962 in Stockholm (On finite groups of even order).
Von ihm und Robert M. Thrall stammen einflussreiche Vermutungen in der Modultheorie (eine 1968 von A. V. Roiter und später von Maurice Auslander bewiesen, die andere offen).

## Herausgebertätigkeit
Neben seiner universitären Tätigkeit fand er Zeit, als Herausgeber zahlreicher Zeitschriften zu wirken:
- Transactions of the Canadian Mathematical Congress (1943–1949)
- American Journal of Mathematics (1944–1950)
- Canadian Journal of Mathematics (1949–1959)
- Duke Mathematical Journal (1951–1956, 1963–1969)
- Annals of Mathematics (1953–1960)
- Proceedings of the Canadian Mathematical Congress (1954–1957)
- Journal of Algebra (1964–1970)

## Werke
- On the modular representations of groups of finite order, University of Toronto Press 1937
- Paul Fong, Warren J. Wong (Hrsg.): Richard Brauer – Collected Papers, MIT Press 1980